# Mauke
Mauke, appelé également Akatokamanava, est un atoll surélevé des Îles Cook situé à 44 km au sud-est de Mitiaro et à 273 km à l'est-nord-est de Rarotonga. L'atoll représente une superficie d'environ 20 km². Sa formation géologique est identique à celle des îles de Mitiaro et d'Atiu avec lesquelles, elle forme un sous ensemble insulaire: les Ngaputoru. La population composée de 650 personnes (recensement 2004), se concentre dans les deux villages adjacents de Ngatiarua et Areroa.

## Histoire
Selon les récits traditionnels, l'île aurait été découverte et peuplée par Uke à bord de sa pirogue Apaipai-moana. Ayant une fille particulièrement belle, elle fut selon les versions kidnappée, selon d'autres offerte au grand chef d'Atiu, Rongomatane. Toujours est-il que l'île connut probablement plusieurs invasions en provenance d'Atiu durant son histoire.
Le premier Européen à poser pied sur l'île fut le missionnaire britannique John Williams en juillet 1823.